# Cortinarius semisanguineus
Espèce
Cortinarius semisanguineus est une espèce de champignons basidiomycètes de la famille des Cortinariaceae.
Comme d'autres cortinaires, c'est une espèce toxique.